# 弗里茨·海德
弗里茨·海德（Fritz Heider，1896年2月18日—1988年1月2日）是一位奥地利格式塔心理学家，以发展认知平衡理论和归因理论而著称。

## 生平
1896年2月18日，弗里茨·海德出生在奥匈帝国京城维也纳，是家中的次子。1920年，在哲学家 A.迈农指导下，获得奥地利格拉茨大学哲学博士学位。1927年应聘于汉堡大学。1930年移居美国，任教于马萨诸塞州北安普敦的史密斯学院。
弗里茨 海德于1983年将他生平的遭遇以及在心理学的成就记录于自传《一个心理学家的人生》。 1988年1月2日，弗里茨·海德在美国堪萨斯州劳伦斯逝世，享年92岁。

## 理论
海德是社会心理学归因理论的奠基人。所谓归因（attribution）是指人们对已发生事件的原因的推论或知觉。1944 年他在《社会知觉与现象世界的因果关系》一文中指出，应重视行为因果关系的研究，后来在《人际关系心理学》中又发挥了这一观点，提出归因理论，但直到 20 世纪 60 年代中期才引起社会心理学界的重视，从而引发出许多关于归因理论的研究。
他指出人的行为的原因可分为内部原因和外部原因。内部原因是指存在于行为者本身的因素，如需要、情绪、兴趣、态度、信念、努力程度等等；外部原因是指行为者周围环境中的因素，如，他人的期望、奖励、惩罚、指示、命令，天气的好坏、工作的难易程度等等。海德认为归因过程应遵循的主要原则是共变原则。人们通常认为一定的行为可能决定于各种原因，但人们倾向于寻找一定的结果和一定的原因在不同条件下的联系。如果在许多情况下，一个原因总是与一个结果相联系，而且没有这个原因时这个结果不发生，那么就可把这个结果归于这个原因。例如，甲队总是负于乙队，而甲队总是胜丙队，乙队一般情况下总是战胜丙队，则甲队水平是中等。一定的行为结果总是同一定水平的技能相随而生，即技能与胜负共变。他发现人们常把自己的成功归因为内部因素，把别人的成功归因为外部因素；而把自己的失败归因为外部因素，把别人的失败归因为内部因素。